# Mimí Lazo
Ana María Lazo, thường được gọi là Mimí Lazo, (sinh ngày 23 tháng 11 năm 1958 tại Caracas) là một nữ diễn viên và nhà sản xuất phim, truyền hình và sân khấu Venezuela. Vai trò đáng chú ý nhất của cô là trong đoạn độc thoại năm 1996 El Aplauso Va Por Dentro, trong đó cô đi lưu diễn khắp Nam Mỹ và Châu Âu.

## Tiểu sử

### Tuổi thơ
Mimí bắt đầu diễn xuất của mình trong các hội thảo của các đạo diễn sân khấu nổi tiếng của Venezuela vào giữa những năm 1970. Sau đó, cô nhận được học bổng để học Nghệ thuật danh lam thắng cảnh ở Ý và tham gia các lớp diễn xuất trong Studio Actors của New York.

### Nghề nghiệp
Mimí bắt đầu sự nghiệp diễn xuất của mình tại nhà hát Venezuela khi thực hiện các vở kịch của William Shakespeare, như Đêm thứ mười hai, A View from the Bridge của Arthur Miller, và các vở khác.
Năm 1979, cô xuất hiện lần đầu trong điện ảnh Venezuela với bộ phim El Pez que Fuma, được sản xuất bởi nhà làm phim lâu năm Roman Chalbaud, và lần đầu tiên xuất hiện trên truyền hình quốc gia với telenovela Carolina nổi tiếng. Mãi đến năm 2000, cô mới xuất hiện lần đầu tiên trong rạp chiếu phim quốc tế với bộ phim độc lập Chỉ dành cho thời gian cùng với Eva Herzigová và Patrick O'Neil.
Cô đã nhận được nhiều giải thưởng trong liên hoan phim và giải thưởng sân khấu cả ở quê hương và nước ngoài. Năm 1995, cô là một trong những nữ diễn viên Mỹ Latinh thành công của tạp chí Variety và tạp chí Style coi cô là một trong những nữ diễn viên giỏi nhất ở Mỹ Latinh cùng với Salma Hayek và María Conchita Alonso.

### Cuộc sống cá nhân
Mimí hiện đã kết hôn với nam diễn viên người Venezuela Luis Fernández. Con gái của cô, Sindy Lazo, cũng là một nữ diễn viên.